# Роберт I (архиепископ Экс-ан-Прованса)
Ро́берт I (фр. Robert Ier; умер в 885) — архиепископ Экс-ан-Прованса (не позднее 878—885).

## Биография
Роберт I был преемником на кафедре Экс-ан-Прованса архиепископа Оноре. В некоторых средневековых каталогах глав Эксской архиепархии между этими двумя прелатами архиепископом ошибочно указывался Сильвестр I, живший во второй половине X века. Дата восшествия Роберта I на кафедру неизвестна, но предполагается, что он занимал её уже несколько лет до того, как в документе, датированном 878 годом, было впервые упомянуто его имя.
Весной 878 года в Прованс прибыл папа римский Иоанн VIII, бежавший из Италии от преследований со стороны герцога Сполето Ламберта II и маркграфа Тосканы Адальберта I. 1 мая папа участвовал в торжественном богослужении, посвящённом празднику Вознесения. Среди лиц, присутствовавших на этой церемонии, был и глава Экс-ан-Провансской архиепархии Роберт I.
Приехав 11 мая в Арль, Иоанн VIII через несколько дней издал здесь буллу, в которой призывал митрополитов южных областей Западно-Франкского государства, в том числе и Роберта, прибыть вместе со своими епископами-суффраганами на собираемый папой и королём Людовиком II Заикой церковный собор в Лангре, позднее перенесённый в Труа. Эта хартия — наиболее ранний из сохранившихся до наших дней документов IX века, в котором глава кафедры Экс-ан-Прованса наделён саном архиепископа, хотя, фактически, права митрополии Эксская архиепархия получила ещё в 794 году. Точно неизвестно, принимал ли Роберт I участие в Труаском соборе, так как его подпись отсутствует под соборными актами.
14 июля 879 года Иоанн VIII направил из Италии послание архиепископам Ростану Арльскому, Сигебоду Нарбонскому и Роберту Эксскому с требованием рассмотреть жалобу Льва, аббата подчинённого Святому Престолу монастыря в Сен-Жиле, на епископа Нима Жильбера, который по королевскому пожалованию незаконно получил власть над этой обителью. Благодаря вмешательству папы и архиепископов, Жильбер был вынужден признать право Сен-Жиля на независимость от Нимской епархии.
15 октября 879 года Роберт I, вместе с другими высокопоставленными светскими и церковными лицами Прованса, принял участие в ассамблее в Мантайе, на которой Бозон Вьеннский был провозглашён королём. Несмотря на то, что в более ранних документах папской канцелярии глава кафедры Экс-ан-Прованса наделялся саном митрополита, в акте этого собрания Роберт упомянут только как епископ.
Хотя дата смерти Роберта I не называется в современных ему исторических источниках, предполагается, что он скончался в 885 году. Его преемником в Эксской архиепархии был Матфрид.